# Katerina Serdjuk
Katerina Serdjuk, född 22 januari 1983 i Charkov (nu Charkiv), Ukrainska SSR, Sovjetunionen (nuvarande Ukraina), är en ukrainsk idrottare som tog silver i bågskytte vid olympiska sommarspelen 2000.